# U-338
U-338 — средняя немецкая подводная лодка типа VIIC времён Второй мировой войны. Известна тем, что имела собственное имя, а также очень результативной атакой на атлантический конвой.

## История
Заказ на постройку субмарины был отдан 21 ноября 1940 года. Лодка была заложена 4 апреля 1941 года на верфи Нордзееверке в Эмдене под строительным номером 210, спущена на воду 20 апреля 1942 года. Лодка вошла в строй 25 июня 1942 года под командованием оберлейтенанта Манфреда Кинцеля.

### Флотилии
- 25 июня 1942 года — 28 февраля 1943 года — 8-я флотилия (учебная)
- 1 марта 1943 года — 20 сентября 1943 года — 7-я флотилия

### История службы
Лодка совершила 3 боевых похода, потопила 4 судна суммарным водоизмещением 21 927 брт, повредила одно судно водоизмещением 7 134 брт. U-338 принадлежит своеобразный рекорд: всех своих успехов она достигла в один день, 17 марта 1943 года, когда при атаке конвоя SC-122 ей ночью удалось почти одновременно пятью торпедами отправить на дно три транспорта и повредить четвёртый, а через 12 часов она потопила ещё одно судно из того же конвоя.
Пропала без вести в Северной атлантике после 20 сентября 1943 года, примерные координаты последнего известного местонахождения — 57°20′ с. ш. 30°00′ з. д., когда U-338 атаковала объединённый конвой ON-202/ONS-18. Причина гибели неизвестна. 51 погибший (весь экипаж).
До октября 1992 года историки считали, что лодка была потоплена 20 сентября 1943 года к юго-западу от Исландии, в районе с координатами 57°40′ с. ш. 29°48′ з. д. самонаводящейся торпедой «Fido» c британского «Либерейтора». На самом деле тогда была атакована U-386, избежавшая повреждений.

### Волчьи стаи
U-338 входила в состав следующих «волчьих стай»:
- Sturmer 14 марта — 20 марта 1943
- Leuthen 25 августа — 20 сентября 1943

### Атаки на лодку
- 22 марта 1943 года в Бискайском заливе в 9:58 (CET) возвращающаяся на базу лодка была внезапно атакована британским самолётом типа «Галифакс». Во время захода в атаку самолёт был поражён в один из крайних двигателей и в фюзеляж. Бомбы упали в удалении, только одна из них, взорвавшаяся неподалёку от носовой части лодки, нанесла лёгкие повреждения. Подбитый самолёт рухнул в море, единственный из восьми человек выживший лётчик был подобран на U-338.
- 17 июня 1943 года в результате атаки самолёта Boeing B-17 Flying Fortress был убит штурман, три члена экипажа были ранены, лодка получила повреждения.

### Имя собственное

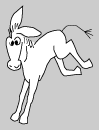
Эмблема корабля

U-338 имела собственное имя. Во время спуска на воду лодка оборвала удерживающие канаты и протаранила небольшой буксир, потопив его. Лодку прозвали «дикий ослик» (нем. Wilder Esel, англ. Wild Onager), эмблема в виде скачущего осла красовалась на левой стороне боевой рубки, а впоследствии — использовалась в качестве эмблемы 29-й флотилии, базировавшейся в Средиземном море.